# Contributions to Mineralogy and Petrology
Contributions to Mineralogy and Petrology (abrégé en Contrib. Mineral. Petrol.) est une revue scientifique à comité de lecture qui publie des articles de recherches dans les domaines de la minéralogie et de la géochimie.
D'après le Journal Citation Reports, le facteur d'impact de ce journal était de 3,230 en 2018. Actuellement, les directeurs de publication sont J. Hoefs et T.L. Grove.

## Histoire
Au cours de son histoire, le journal a changé plusieurs fois de nom :
- Heidelberger Beiträge zur Mineralogie und Petrographie, 1947-1957  (ISSN 0367-5769)
- Beiträge zur Mineralogie und Petrographie, 1957-1965  (ISSN 0366-1369)
- Contributions to Mineralogy and Petrology, 1966-en cours  (ISSN 0010-7999)